# Franci Just
Franci Just, slovenski publicist, urednik in literarni zgodovinar, * 6. januar 1959, Podgrad pri Gornji Radgoni.

## Življenje
Po končani gimnaziji in študiju slovenskega jezika in književnosti ter primerjalne književnosti z literarno teorijo na Filozofski fakulteti v Ljubljani, kjer je diplomiral z naslovom Pomurski pesniki 1920–1940, se je vrnil v Pomurje. Živi v Murski Soboti, kjer je od leta 1982 zaposlen kot profesor slovenskega jezika in književnosti na Srednji poklicni in tehniški šoli (SPTŠ) v Murski Soboti, ukvarja se z uredništvom in publicistiko. Bil je mentor dijaških prispevkov v literarnem glasilu Nova pota. Je tudi pobudnik Kulturnega tedna na SPTŠ, tradicionalne večdnevne kulturne prireditve ob slovenskem kulturnem prazniku, na kateri sodelujejo tako dijaki kot učitelji šole.

## Delo
Pri Slavističnem društvu Pomurja (danes Slavistično društvo Prekmurja, Prlekije in Porabja) je ob 100. obletnici smrti primerjalnega slovanskega jezikoslovca Franca Miklošiča izdal dve pedagoški publikaciji. Prva je Miklošičeva zlaganka (1991), pomožno učno gradivo za slovenski jezik v osnovnih šolah, ki ga je pripravil v sodelovanju z Martino Orožen, Cilko Jakelj in Matijo Žižkom, druga pa Miklošičeva mapa (1991), ki se uporablja kot pomožno učno gradivo za slovenski jezik v srednjih šolah.
Začetke njegove publicistike predstavljajo presoje aktualne pomurske literarne scene. Pozneje, v 80. in 90. letih 20. stoletja, je v različnih časopisih ter revijah (Vestnik, Delo, Večer, Mentor, Dialogi) objavljal zapise o aktualni slovenski književni produkciji. Na začetku 90. let se je intenzivneje posvetil vprašanjem jezikovne kulture in javne rabe slovenščine, tako je objavil 100 zapisov v časopisu Vestnik v rubriki Za zeleni jezik v letih 1992–1996 in nekaj člankov s sociolingvistično vsebino.
Posvetil se je tudi založništvu, saj je soustanovitelj založbe Franc-Franc ter v njej direktor, urednik za strokovno-znanstvene izdaje in vodja knjižne produkcije. V zadnjih dveh desetletjih je pri Književni mladini Murska Sobota, pri Zvezi kulturnih organizacij Murska Sobota in pri založbi Franc-Franc uredil preko 50 monografskih in periodičnih publikacij ter v njih prispeval tudi preko 20 spremnih besed, spodbujal je tudi mlade avtorje, saj je v tem času izšlo 13 prvencev. Bil je tudi odgovorni urednik kulturološke revije Separatio in uredil je zbornik 100 let Srednje poklicne in tehniške šole Murska Sobota.
Ob literarnokritiški in jezikovni publicistiki se je od začetka 90. let 20. stoletja posvečal tudi študiju literarnih pojavov in osebnosti v slovenskem panonskem prostoru v prvi polovici 20. stoletja. S tega raziskovalnega področja je objavil vrsto literarnozgodovinskih razprav in številne publicistične zapise ter tri strokovne monografije, Med verzuško in pesmijo – Poezija Prekmurja v prvi polovici 20. stoletja (2000),  Besede iz Porabja, besede za Porabje – pregled slovstva pri porabskih Slovencih in Panonski književni portreti – Prekmurje in Porabje.
S pedagoškim, publicističnim, uredniškim in raziskovalnim delom se je uvrstil med pomembne raziskovalce in poznavalce literarne zgodovine slovenskega panonskega prostora, prejel je tudi nagrado za pomembne dosežke pri raziskovanju in v publicistiki.

## Izbrana bibliografija

### Monografije
- Miklošičeva zlaganka. Murska Sobota: Slavistično društvo Pomurja, 1991. (COBISS)
- Miklošičeva mapa. Murska Sobota: Slavistično društvo Pomurja, 1991. (COBISS)
- Med verzuško in pesmijo: poezija Prekmurja v prvi polovici 20. stoletja. Murska Sobota: Franc-Franc, 2000. (COBISS)
- Sto let Srednje poklicne in tehniške šole Murska Sobota: zbornik prispevkov ob 100-letnici šole. Murska Sobota: Srednja poklicna in tehniška šola, 2001. (COBISS)
- Slovensko Porabje. Murska Sobota: Franc-Franc, 2001. (COBISS), (COBISS)
- Reka Mura (soavtor): 2., dopolnjena izdaja. Murska Sobota: Franc-Franc, 2003. (COBISS)
- Besede iz Porabja, besede za Porabje: pregled slovstva pri porabskih Slovencih. Murska Sobota: Franc-Franc, 2003. (COBISS)
- Panonski književni portreti: Prekmurje in Porabje. Murska Sobota: Franc-Franc, 2006. (COBISS)

### Izbrani članki
- Književnost Prekmurcev v prvih popridružitvenih desetletjih. Prekmurje na obrobju ali v stičišču evropskih komunikacij, 2000, 137–152. (COBISS)
- Sezonstvo in izseljenstvo v delih panonskih literarnih ustvarjalcev - pesem preseljevanj. Sezonstvo in izseljenstvo v panonskem prostoru, 2003, 367–385. (COBISS)
- Prekmursko literarno popotovanje od obrobja k središču. Vloga meje, 2005, [191]–203 (COBISS)
- Verzne, kitične in pesemske oblike prekmurskega narečnega slovstva. Prekmurska narečna slovstvena ustvarjalnost, 2005, 216–234. (COBISS)
- Borovnjakova pesmarica. Življenje in delo Jožefa Borovnjaka, 2008, 103–118. (COBISS)